# Second in Command
Second in Command ist ein US-amerikanischer Actionfilm aus dem Jahre 2006 mit Jean-Claude Van Damme in der Hauptrolle des Commander Sam Keenan. Die Regie führte Simon Fellows, der danach auch bei Until Death erneut mit Van Damme drehte.

## Handlung
Sam Keenan ist ein ehemaliger Navy SEAL mit großer Kampferfahrung. Als er einen neuen Posten in einem krisengebeutelten osteuropäischen Land antritt, sieht er sich mit einer blutigen, chaotischen Situation konfrontiert: Schwer bewaffnete Rebellen wüten in der Hauptstadt, haben den amerikanischen Botschafter bereits getötet und drohen nun, den neuen Präsidenten und seine labile Demokratie zu stürzen. Keenan sichert sofort die US-Botschaft und gewährt dem Präsidenten Unterschlupf. Doch die nächsten US-Streitkräfte sind mehrere Stunden entfernt, und die Rebellen rücken näher. Keenan muss einen Weg finden, die Rebellion niederzuschlagen, bevor die Botschaft in Flammen aufgeht.

## Kritik
Das Lexikon des internationalen Films urteilte, die Produktion sei ein „schlicht entwickelter Actionfilm […] der vorhersehbar die Standards des Genres bedient.“

## Hintergrund
- In Deutschland erschien Second in Command Ungeschnitten ab 16 auf DVD (87.53min), laut OFDB.de, was der U.S R-Rated Version entspricht.
- Die Kritiker reagierten auf den Film negativ. Einige äußerten, dass der belgische „Knochenbrecher“ seit Wake of Death keinen normalen Film mehr gedreht habe.